# 厶部
厶部（しぶ）は、漢字を部首により分類したグループの1つ。
康熙字典214部首では通算28番目、2画の22番目に置かれる。

## 概要
厶部は「厶」を筆画として持つ漢字を分類している。
単独の「厶」という字は「私」の略体または「牟」の略体である。
片仮名の「ム」は「厶」に似ているが、片仮名の「ム」は「厶」を筆画に持つ「牟」という漢字から造られたためである（ただし「牟」は牛部に属しているので注意が必要）。
日本語の文章では、「厶る」と書いて「ござる」と読ませることがある。

## 部首の通称
- 日本：む（片仮名のムの形から）
- 中国：私字
- 韓国：마늘모부（maneulmo bu、（ニンニク片のような）三角形の部）
- 英米：Radical Private

## 部首字
厶
- 広韻 - 息夷切、脂韻
- 詩韻 - 支韻、平声
- 三十六字母 - 心母
- 日本語 - 音：シ（漢音）
- 中国語 - ピンイン：sī 注音：ㄙ ウェード式：ssu1
- 朝鮮語 - 訓音：사사로울（sasaroul、私的な） 사(sa)

## 例字
- 去・參（参）・㕙